# Romanowo (rejon rylski)
Romanowo (ros. Романово) – wieś (ros. деревня, trb. dieriewnia) w zachodniej Rosji, w sielsowiecie niekrasowskim rejonu rylskiego w obwodzie kurskim.

## Geografia
Miejscowość położona jest nad rzeką Sejm, 4,5 km od centrum administracyjnego sielsowietu niekrasowskiego (Niekrasowo), 6,5 km od centrum administracyjnego rejonu (Rylsk), 108 km od Kurska.

## Demografia
W 2010 r. miejscowość zamieszkiwało 35 osób.